# Leucophyllum alejandrae
Leucophyllum alejandrae är en flenörtsväxtart som beskrevs av Guy L. Nesom. Leucophyllum alejandrae ingår i släktet Leucophyllum och familjen flenörtsväxter. Inga underarter finns listade i Catalogue of Life.